# جسر ستون آرش

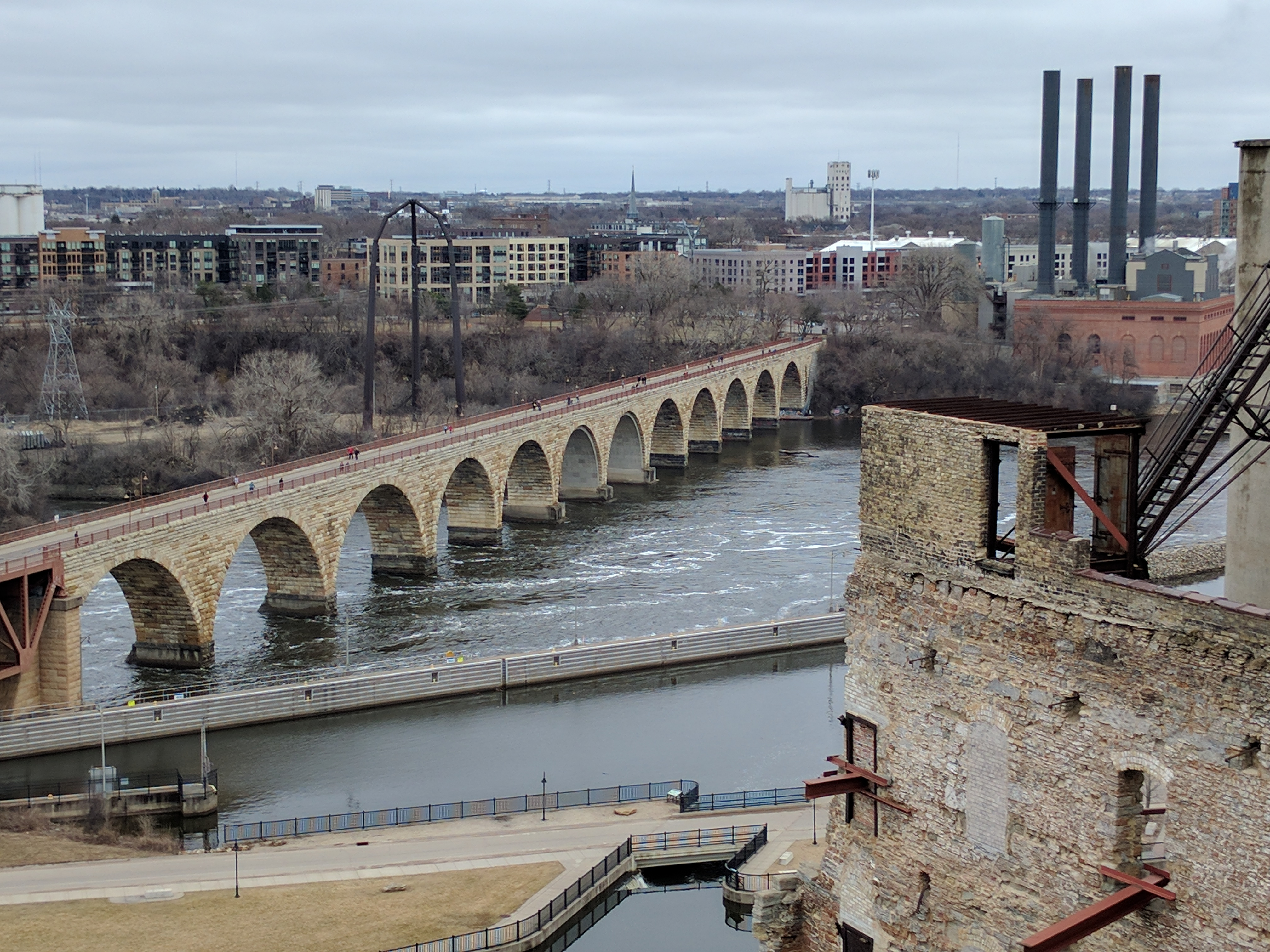
منظر للجسر من وسط مدينة منيابولس.

جسر ستون آرش (Stone Arch Bridge) جسر سكك حديدية سابق يعبر نهر المسيسيبي في شلالات سانت أنتوني في وسط مدينة منيابولس، مينيسوتا. وهو الجسر الوحيد ذو أقواس ومبني من الحجر على نهر المسيسيبي بأكمله. وثاني أقدم جسر على النهر بعد جسر إيدس في مدينة سانت لويس، ميزوري. تم بناء الجسر لربط نظام السكك الحديدية بمحطة يونيون ديبو الجديدة في سانت بول التي كان من المقرر أن يتم بناءها آنذاك بين شارعين هينيبين ونيكوليت. تم الانتهاء من تشييد الجسر في عام 1883، بتكلفة 650000 دولار في ذلك الوقت (20.4 مليون دولار اليوم). 117 شارع بورتلاند هو العنوان العام للمجمع التاريخي.